# P.M. Dawn
A P.M.Dawn egy amerikai hip-hop és R&B együttes, melyet 1988-ban alapított Atrell Cordes (művésznevén Prince Be, néha Prince Be the Nocturnal néven) és Jarrett Cordes (Eternal vagy DJ Minutemix néven ismert). A csapat New Jerseyben alakult. A 90-es évek elején aratták jelentős crossover sikereiket, amikor ötvözték a hip-hopot a soult, és a pop orientáltabb városi (urban) R&B zenei stílusokat.
A csapat 1988-ban vette fel első debütáló kislemezét, az Ode to a Forgetful Mind címűt. Első albuma az Of the Heart, of the Soul and of the Cross: The Utopian Experience 1991-ben jelent meg, és azonnali kereskedelmi sikert aratott az albumról kimásolt Set Adrift on Memory Bliss című dal, melynek köszönhetően 1993-ban megjelent a The Bliss Album...? (Vibrations of Love and Anger and the Ponderance of Life and Existence című album, amelyről az I'd Die Without You és a Looking Through Patient Eyes című dalok lettek sikeresek, melyeket a kritikusok is dicsértek. P.M. Dawn erős kritikákat kapott a következő albumairól, a "Jesus Wept" (1995) és a "Dearest Christian, I'm So Very Sorry for Bringing You Here Love Dad (1998) " címűekről. Az albumeladások sem hozták meg a várt sikert.
2005-ben Prince Be-nek egészségügyi problémái merültek fel cukorbetegsége miatt, és ezért unokatestvére Doc G vette át a P.M. tulajdonjogot. Dawn és Eternal távoztak a csapatból. 2016-ban Prince Be elhunyt vesebetegségben. Doc G. továbbra is viszi az együttest a Cordes fivérek közreműködése nélkül.

## A kezdetek

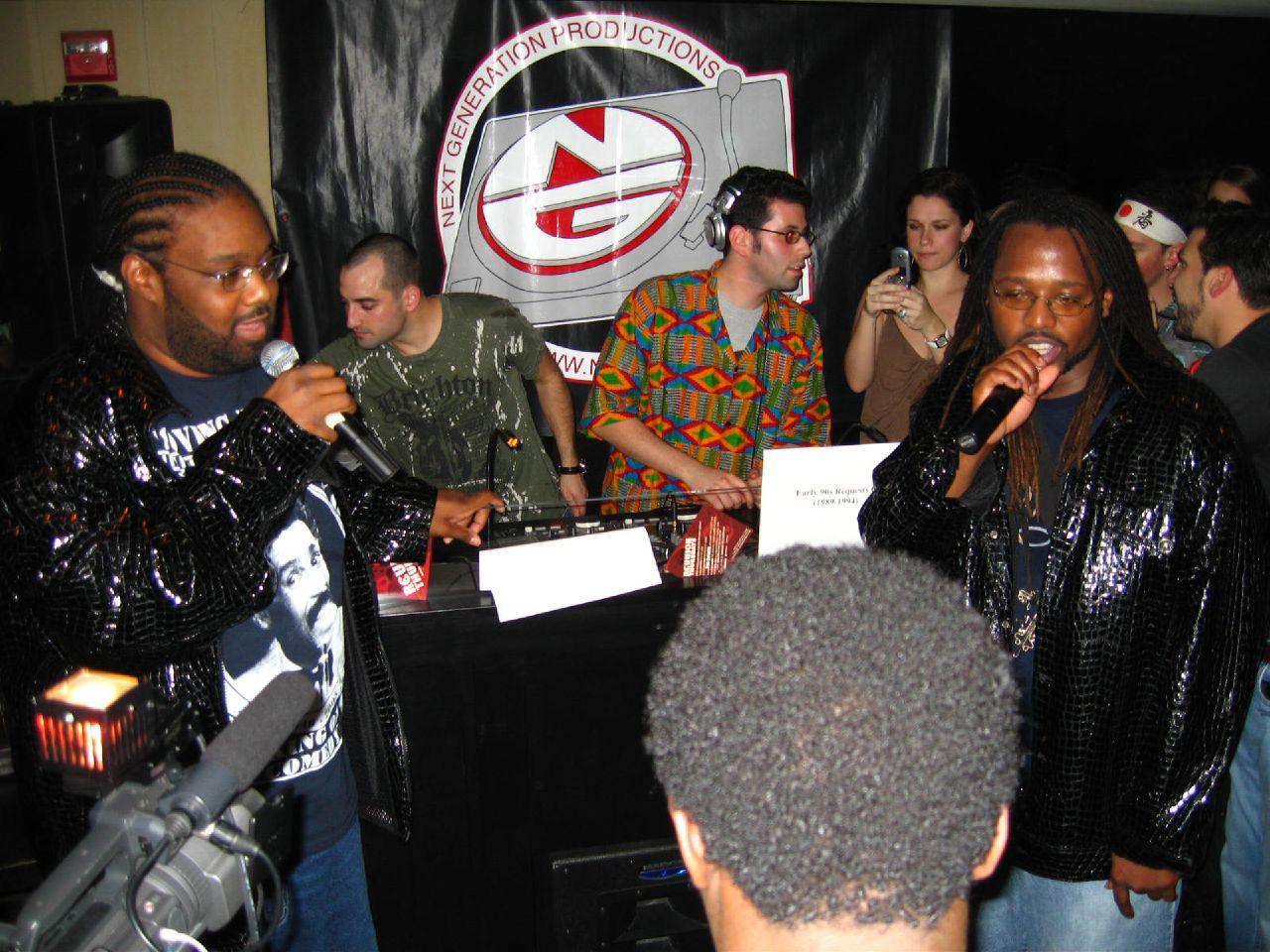
A P.M. Dawn előadás közben (2008)

Attrell Cordes 9. osztályban kezdett DJ-zni, és dalokat írni. Cordes, művésznevén Prince Be, és öccse Jarrett akiket Dj Minutemixként ismertek, megalapították a P.M. Dawn nevű formációt 1988-ban. A csapat első bemutató kazettája 600 dollárt emésztett fel, amelyet Prince Be egy hajléktalanszállón mint éjszakai biztonsági őr keresett.
Először a Tommy Boy Records-ot keresték fel, amely a Warner Brothers leányvállalata. Ott próbálkoztak demójukkal, azonban elutasították őket, mondván, túlságosan hasonlítanak a De La Soul-ra. Végül egy független lemezkiadó, a Warlock jelentette meg a debütáló kislemezt, az "Ode to a Forgetful Mindnotic" címűt.
A kislemezt az Egyesült Királyságban a Gee Street Records jelentette meg, és nagyobb sikert aratott. A Gee Street kikeverte, és piacra dobta a dalt, így jelentős figyelmet kapott a zenekritikusoktól, így a csapat nemcsak a Gee Street fejének, Jon Bakernek, hanem a legtöbb nagy brit lemezkiadónak is "udvarolt2. A Gee Street 1990-ben Londonba hozta a testvéreket, hogy egy albumhoz rögzítsenek dalokat. A kiadó azonban a felvétel során csődöt jelentett. A teljes Gee Street, valamint a P.M. Dawn felvételi szerződéseit eladták a legmagasabb ajánlatot tevő Island Records-nak. Az Island kiadott még néhány kislemezt az Egyesült Királyságban, mielőtt megjelent volna a debütáló album.

## Karrier

### Set Adrift on Memory Bliss
Az Of the Heart, of the Soul and of the Cross: The Utopian Experience című albumról a "Set Adrift on Memory Bliss" című dal lett nemzetközi sláger, amely a Spandau Ballet "True" című dalának mintáit használta fel. A klipben pedig a Spandau Ballet énekese, Tony Hadley egy cameoja volt látható. A dal 1991. november 30-i héten első helyezést ért el a Billboard Hot 100-as listán. A dal az Egyesült Királyságban a 3. helyezést érte el. A Paper Doll az egyik korai, az Egyesült Királyságban kiadott Island kislemez, mely a "Set Adrift on Memory Bliss" folytatásaként jelent meg az Egyesült Államokban 1992 elején, és a 28. helyen végzett a slágerlistán.
Debutáló albumuk sikerén felbuzdulva a csapat megvált menedzserétől, Nick Hemmingstől, és világkörüli turnéra indult. A turné során Be Prince interjút adott a Details magazinnal, amelyben szkepticizmusát fejete ki KRS-ONe rapper aktivizmusával kapcsolatban: "KRS-One tanár akar lenne, de minek a tanára? KRS-One és legénysége a Boogie Down Productions válaszolt az őket ért kritikára. Hajnali koncert, majd a csoport leválása a színpadról. Akik előadják az "I'm Still #1" és a "The Bridge Is Over" című dalukat. Az USA Today-ben KRS-One azt mondta: "Megválaszoltam a kérdését. Mi tanárok, Mi a tisztelet tanítói vagyunk".
1992-ben a P.M. Dawn megjelent a Red Hot Organization Red Hot + Dance válogatás CD-jén a "Set Adrift on Memory Bliss" című dal Richie Rich Mixével. Az album, amelyen többek között George Michael és Madonna is szerepelt, az AIDS járvány támogatására jelentették meg, valamint a figyelemfelkeltést is szolgálta. 1992. február 12-én PM Dawn-t jelölték a BRIT Awards-ra, mint a legjobb nemzetközi új előadó, melyet el is nyert.

### The Bliss album ...?
A The Bliss Album...? (Vibrations of Love and Anger and the Ponderance of Life and Existence) kiadása előtt P.M. Dawn közreműködött az "I'd Die Without You" című dallal, mint filmzene az 1992-es Eddie Murphy vígjátékhoz, a "Boomerang"-hoz. Ez a dal a 3. helyezést érte el az amerikai listán, csakúgy mint a "Looking Through Patient Eyes" amely a 6.helyezett lett a listán.
A "Looking Through Patient Eyes" című dalban Cathy Dennis közreműküködött háttérénekesként, valamint George Michael "Father Figure" című dalának alapjai szóltak. A dal klipjét egy templomban forgatták, és végig keresztény képek szerepelnek benne. A legkiemelkedőbb benne, hogy Prince Be egy olyan pólót viselt, amelyre fekete betűkkel az volt ráírva, hogy "Thank You Jesus"
A Bliss Album...? című lemezen szerepelt egy duett Boy George-val, a "More Than Likely", és a The Beatles "Norvegian Wood (This Bird Has Flown)" című dalának feldolgozása. Az albumon szerepelt továbbá a "So On and So On" is, amely 1999-ben perhez vezetett Batiste és az Island Records között, mert Paul és Michael Batiste azt állította, hogy a "So On and So On" című dalban nem engedélyezett hangminták szerepeltek a The Glatiators "Funky Soul" című dalból. A Fifth Circuit szövetségi fellebbviteli bíróság megállapította, hogy a The Batistest nem adott arra bizonyítékot arra nézve, hogy a hallgatókat megzavarta, vagy megtévesztette volna a Funky Soul hangmintája a "So On and So On"-ban, vagy hogy David Batiste-t mint társszerzőt azonosították volna. A The Batistest azon állítása, miszerint Paul és Michael Batiste helytelenül kerültek kizárásra az album jegyzetei közül, szintén nem utalt arra, hogy a hallgatók összezavarodtak volna, különösen azért, mert a jegyzteket azt a zenekart írják, amelyben Paul és Michael Batiste is szerepelt, és fellépett. Az Island Records ugyan megnyerte a pert, de a dalt eltávolították a "The Bliss album" későbbi kiadásaiből, és már nem vásárolható meg a kiadó katalógusából.

### Jesus Wept and DJ Minutemix's arrest
P.M. Dawn közreműködött a "You Got Me Floatin" című dal feldolgozásában az 1993-as Stone Free: A Tribute to Jimi Hendrix című válogatásalbumon. Az albumon Pat Metheny,  Eric Clapton, Ice T-n át több művész is helyet kapott. Továbbá remixelték a Beautiful People "If 60's Was 90's" című dalát is.
Az 1995-ös "Jesus Wept" című albumuk nem tudta elérni az első két albumuk sikerét. Az album legmagasabb helyezést elért kislemeze a "Downtown Venus" volt, amely a Deep Purple "Hush" című dalából tartalmazott egy hangmintát. A dal a 48. lett a Billboard listán. Továbbá 1995-ben a P.M. Dawn nevéhez fűződik a White Zombie "Blood, Milk and Sky" (Miss September Mix) dal remixe is a "Supersexy Swingin'Sounds válogatásalbumon. Ugyanebbena z évben Jarret Cordest (DJ Minutemix) megvádolták egy 14 éves rokon szexuális zaklatásával, és letartóztatták Burlington megyében. A vádakat bizonyíték hiányában ejtették.
1996-ban P.M. Dawn a "Non-Fiction Burning" című dallal szerepelt a Red H ot + Rio AIDS-t segítő albumhoz, amelyet a Red Hot Organization készített. 1998-ban Prince Be közreműködött a "Perfect for You" és a "Gotta Be...Movin' on Up" című dalokban. Melyek szerepeltek a Marlon Wayans és David Spade Senseless című vígjátékban, majd az év folyamán P.M. Dawn 4. albuma, a "Dearest Christian, I'm So Very Sorry for Bringing You Here. Love, Dad" című albuma kevésbé volt sikeres, mivel az album kislemeze, a "Being So Not For You (I Had No Right) kisebb sláger lett a listákon.
2000-ben megjelent a csapat Best of albuma, melyet 2000. december 1-én kezdtek el árulni a weboldalukon keresztül, melyet csak megrendelésre szállítottak ki. Ezen kívül megvásárolható volt a "Fucked Music" című album is egy bónusz CD-vel az Unreleased Vol. 1. cíművel, melyhez járt egy póló is.

### Prince Be romló egészségi állapota
Prince Be súlyos agyvérzést kapott 2005 elején, melynek következtében teste bal fele lebénult. Elbizonytalanodva, de a csapat megjelent az NBC "Hit Me Baby, One More Time" című műsorában, előadva a "Set Adrift On Memory Bliss"-t, és a Puddle of Mudd "Blurry" című feldolgozását. Annak ellenére, hogy Prince Be szenved a tünetektől, legyőzték az Animotionst, a Missing Persons-t, a Juice Newtont, és Shannont, hogy megszerezzék a 20.000 dolláros jótékonysági díjat, amelyet a Fiatalkori diabétesz Kutató alapítvány javára adományoztak, mivel Prince Be cukorbeteg volt.
A "Hit Me, Baby One More Time" -ban való megjelenést követően Minutemix a belső nézeteltérések miatt kivált a csapatból. Ez vezetett ahhoz, hogy a Cordes fivérek apai első unokatestévérének Gregory Lewis Carr II-nek a bemutatásához, akit Doc művésznéven ismertek. G (Dr Giggles). Doc G. továbbra is a csapat nevén (P.M. Dawn) lép fel.
2016. június 17-én Prince Be a cukorbetegség szövődményei által okozott vesebetegségben 46 éves korában elhunyt a New Jersey állambeli Neptune City kórházban. 2018. április 6-án Doc G. felvette az együttes új zenei producerét K-R.O.K-ot.

### Öröksége
2022. április 3-án az egyik Unsung dokumentumfilm epizód P.M. Dawn történetével foglalkozott. A premier az amerikai TV One csatornán volt.

## Diszkográfia

### Stúdióalbumok
| Cím                                                                   | Album megjelenés                                                                          | Legmagasabb slágerlistás helyezés | Legmagasabb slágerlistás helyezés | Legmagasabb slágerlistás helyezés | Legmagasabb slágerlistás helyezés | Legmagasabb slágerlistás helyezés | Legmagasabb slágerlistás helyezés | Legmagasabb slágerlistás helyezés | Legmagasabb slágerlistás helyezés | Legmagasabb slágerlistás helyezés | Díjak (Az értékesítések alapján)       |
| Cím                                                                   | Album megjelenés                                                                          | US                                | US R&B                            | AUS                               | CAN                               | NLD                               | NZ                                | SWE                               | SWI                               | UK                                | Díjak (Az értékesítések alapján)       |
| --------------------------------------------------------------------- | ----------------------------------------------------------------------------------------- | --------------------------------- | --------------------------------- | --------------------------------- | --------------------------------- | --------------------------------- | --------------------------------- | --------------------------------- | --------------------------------- | --------------------------------- | -------------------------------------- |
| Of the Heart, of the Soul and of the Cross: The Utopian Experience    | - Megjelent: 1991. augusztus 6. August 6, 1991 - Label: Gee Street - Formátum: CD, MC, LP | 48                                | 29                                | 89                                | 41                                | 82                                | 45                                | 44                                | 38                                | 8                                 | - RIAA: Arany - BPI: Arany - MC: Arany |
| The Bliss Album…?                                                     | - Megjelent: 1993. március 23. - Label: Gee Street - Formátum: CD, MC                     | 30                                | 23                                | 38                                | 32                                | —                                 | —                                 | —                                 | —                                 | 9                                 | - RIAA: Arany - BPI: Ezüst - MC: Arany |
| Jesus Wept                                                            | - Megjelent: 1995. október 3. - Label: Gee Street - Formátum: CD, MC, LP                  | 119                               | —                                 | 108                               | —                                 | —                                 | —                                 | —                                 | —                                 | 97                                |                                        |
| Dearest Christian, I'm So Very Sorry for Bringing You Here. Love, Dad | - Megjelent: 1998. október 27. - Label: Gee Street/V2 - Formátum: CD, MC                  | —                                 | —                                 | 117                               | —                                 | —                                 | —                                 | —                                 | —                                 | —                                 |                                        |
| Fucked Music                                                          | - Megjelent: 2000. december 1. - Label: Positive Plain Music - Formátum: CD               | —                                 | —                                 | —                                 | —                                 | —                                 | —                                 | —                                 | —                                 | —                                 |                                        |
| "—" nem volt slágerlistás helyezés, vagy nem jelent meg az országban. |                                                                                           |                                   |                                   |                                   |                                   |                                   |                                   |                                   |                                   |                                   |                                        |

### Válogatás albuok
- 2000: The Best of P.M. Dawn (V2)
- 2000: Unreleased Vol. 1 (Positive Plain Music)
- 2008: Most Requested (Sheridan Square Records)
- 2010: P.M. Dawn: Greatest Hits Live! (Sbcmg)

### Kislemezek
| Cím                                                                    | Év   | Legjobb slágerlistás helyezés | Legjobb slágerlistás helyezés | Legjobb slágerlistás helyezés | Legjobb slágerlistás helyezés | Legjobb slágerlistás helyezés | Legjobb slágerlistás helyezés | Legjobb slágerlistás helyezés | Legjobb slágerlistás helyezés | Legjobb slágerlistás helyezés | Legjobb slágerlistás helyezés | Díjak                       | Album                                                                 |
| Cím                                                                    | Év   | US                            | AUS                           | BEL (FL)                      | CAN                           | FRA                           | GER                           | NLD                           | NZ                            | SWI                           | UK                            | Díjak                       | Album                                                                 |
| ---------------------------------------------------------------------- | ---- | ----------------------------- | ----------------------------- | ----------------------------- | ----------------------------- | ----------------------------- | ----------------------------- | ----------------------------- | ----------------------------- | ----------------------------- | ----------------------------- | --------------------------- | --------------------------------------------------------------------- |
| "Ode to a Forgetful Mind"                                              | 1989 | —                             | —                             | —                             | —                             | —                             | —                             | —                             | —                             | —                             | —                             |                             | Nem album dal                                                         |
| "A Watcher's Point of View (Don't 'Cha Think)"                         | 1991 | —                             | —                             | —                             | —                             | —                             | —                             | —                             | —                             | —                             | 36                            |                             | Of the Heart, of the Soul and of the Cross: The Utopian Experience    |
| "Set Adrift on Memory Bliss"                                           | 1991 | 1                             | 7                             | 14                            | 9                             | 17                            | 3                             | 4                             | 1                             | 4                             | 3                             | - RIAA: Arany - ARIA: Arany | Of the Heart, of the Soul and of the Cross: The Utopian Experience    |
| "Paper Doll"                                                           | 1991 | 28                            | 61                            | 43                            | 31                            | 45                            | 42                            | 60                            | —                             | 33                            | 49                            |                             | Of the Heart, of the Soul and of the Cross: The Utopian Experience    |
| "Reality Used to Be a Friend of Mine"                                  | 1992 | —                             | 118                           | —                             | —                             | —                             | —                             | —                             | —                             | —                             | 29                            |                             | Of the Heart, of the Soul and of the Cross: The Utopian Experience    |
| "I'd Die Without You"                                                  | 1992 | 3                             | 42                            | —                             | 10                            | —                             | 85                            | 53                            | 38                            | —                             | 30                            | - RIAA: Arany               | Boomerang: Original Soundtrack Album and The Bliss Album...?          |
| "Looking Through Patient Eyes"                                         | 1993 | 6                             | 20                            | —                             | 1                             | —                             | 63                            | —                             | 11                            | —                             | 11                            |                             | The Bliss Album...?                                                   |
| "More Than Likely" (featuring Boy George)                              | 1993 | —                             | —                             | —                             | —                             | —                             | —                             | —                             | —                             | —                             | 40                            |                             | The Bliss Album...?                                                   |
| "The Ways of the Wind"                                                 | 1993 | 54                            | —                             | —                             | 24                            | —                             | —                             | —                             | —                             | —                             | —                             |                             | The Bliss Album...?                                                   |
| "Plastic"                                                              | 1993 | —                             | —                             | —                             | —                             | —                             | —                             | —                             | —                             | —                             | —                             |                             | The Bliss Album...?                                                   |
| "Norwegian Wood (This Bird Has Flown)\|Norwegian Wood"                 | 1993 | —                             | 133                           | —                             | —                             | —                             | —                             | —                             | —                             | —                             | —                             |                             | The Bliss Album...?                                                   |
| "You Got Me Floatin'"                                                  | 1993 | 115                           | 43                            | —                             | —                             | —                             | —                             | —                             | —                             | —                             | —                             |                             | Stone Free: A Tribute to Jimi Hendrix                                 |
| "Downtown Venus"                                                       | 1995 | 48                            | 73                            | —                             | —                             | —                             | —                             | —                             | —                             | —                             | 58                            |                             | Jesus Wept                                                            |
| "Sometimes I Miss You So Much (Dedicated to the Christ-Consciousness)" | 1995 | 95                            | 139                           | —                             | —                             | —                             | —                             | —                             | —                             | —                             | 58                            |                             | Jesus Wept                                                            |
| "Gotta Be...Movin' on Up" (featuring Ky-Mani)                          | 1998 | 90                            | 13                            | 12                            | —                             | 18                            | 74                            | —                             | 23                            | —                             | 68                            | - ARIA: Arany               | Senseless soundtrack                                                  |
| "I Had No Right"                                                       | 1998 | 44                            | 118                           | —                             | —                             | —                             | —                             | —                             | —                             | —                             | 97                            |                             | Dearest Christian, I'm So Very Sorry for Bringing You Here. Love, Dad |
| "Faith in You"                                                         | 1998 | —                             | —                             | —                             | —                             | —                             | —                             | —                             | —                             | —                             | —                             |                             | Dearest Christian, I'm So Very Sorry for Bringing You Here. Love, Dad |
| "Night in the City"                                                    | 2000 | —                             | —                             | —                             | —                             | —                             | —                             | —                             | —                             | —                             | —                             |                             | A Case of Joni                                                        |
| "Amnesia"                                                              | 2002 | —                             | —                             | —                             | —                             | —                             | —                             | —                             | —                             | —                             | —                             |                             | Nem album dal                                                         |
| "—" Nem volt slágerlistás helyezés, vagy nem jelent meg az országban.  |      |                               |                               |                               |                               |                               |                               |                               |                               |                               |                               |                             |                                                                       |